# Copa de los Países Bajos Femenina
La Copa de los Países Bajos Femenina (en neerlandés: KNVB Beker voor Vrouwen) es una competición de fútbol femenino de los Países Bajos que se juega desde 1980.
A partir de la temporada 2007-08, la primera ronda de la copa se juega en fase de grupos para los clubes de la Hoofdklasse y la Eerste Klasse. Los clubes de la Eredivisie Femenina se suman a la competición en la segunda ronda.

## Ganadores
Fuente:
| Año       | Campeón                                     | Resultado                                   | Subcampeón                                  |
| --------- | ------------------------------------------- | ------------------------------------------- | ------------------------------------------- |
| 1980–81   | HSV Celeritas                               |                                             | Puck Deventer                               |
| 1981–82   | RKTVC                                       | 2–1                                         | VV ONB                                      |
| 1982–83   | Puck Deventer                               | 3–0                                         | AFC '34                                     |
| 1983–84   | VV Flevo                                    |                                             | RKTVC                                       |
| 1984–85   | Kooger Football Club                        |                                             |                                             |
| 1985–86   | ODC                                         |                                             |                                             |
| 1986–87   | KFC '71                                     |                                             | VV ONB                                      |
| 1987–88   | RKTVC                                       | 5–1                                         | Kooger Football Club                        |
| 1988–89   | Kooger Football Club                        | 4–1                                         | KFC '71                                     |
| 1989–90   | KFC '71                                     |                                             |                                             |
| 1990–91   | KFC '71                                     |                                             | Kooger Football Club                        |
| 1991–92   | Ter Leede                                   | 6–0, 0–3                                    | DVC Den Dungen                              |
| 1992–93   | Kooger Football Club                        |                                             |                                             |
| 1993–94   | DVC Den Dungen                              |                                             |                                             |
| 1994–95   | DVC Den Dungen                              | 2–1                                         | Puck Deventer                               |
| 1995–96   | WFC                                         |                                             |                                             |
| 1996–97   | SV Saestum                                  |                                             |                                             |
| 1997–98   | SV Saestum                                  |                                             |                                             |
| 1998–99   | WFC                                         |                                             |                                             |
| 1999–2000 | Zwart Wit '28                               | 4–2                                         | SV Saestum                                  |
| 2000–01   | Ter Leede                                   | 3–1                                         | SV Saestum                                  |
| 2001–02   | SV Braakhuizen                              | 1–0                                         | SV Saestum                                  |
| 2002–03   | WFC                                         | 3–2                                         | SV Saestum                                  |
| 2003–04   | SV Saestum                                  | 2–1                                         | SV Braakhuizen                              |
| 2004–05   | Oranje Nassau                               | 5–0                                         | Be Quick '28                                |
| 2005–06   | SV Fortuna Wormerveer                       | 2–1 (t.e.)                                  | Be Quick '28                                |
| 2006–07   | Ter Leede                                   | 4–1                                         | RVVH                                        |
| 2007–08   | FC Twente                                   | 3–1                                         | FC Utrecht                                  |
| 2008–09   | SV Saestum                                  | 2–1                                         | Oranje Nassau                               |
| 2009–10   | FC Utrecht                                  | 3–0                                         | Ter Leede                                   |
| 2010–11   | AZ Alkmaar                                  | 2–0                                         | SC Heerenveen                               |
| 2011–12   | ADO Den Haag                                | 5–2                                         | VVV-Venlo                                   |
| 2012–13   | ADO Den Haag                                | 1–1 (5–4 pen)                               | FC Twente                                   |
| 2013–14   | AFC Ajax                                    | 2–1                                         | PSV/FC Eindhoven                            |
| 2014–15   | FC Twente                                   | 3–2                                         | AFC Ajax                                    |
| 2015–16   | ADO Den Haag                                | 1–0                                         | AFC Ajax                                    |
| 2016–17   | AFC Ajax                                    | 3–0                                         | PSV/FC Eindhoven                            |
| 2017–18   | AFC Ajax                                    | 3–1                                         | PSV                                         |
| 2018–19   | AFC Ajax                                    | 2–1                                         | PEC Zwolle                                  |
| 2019–20   | Cancelado debido a la pandemia por COVID-19 | Cancelado debido a la pandemia por COVID-19 | Cancelado debido a la pandemia por COVID-19 |
| 2020–21   | PSV Eindhoven                               | 1–0                                         | ADO Den Haag                                |
| 2021–22   | AFC Ajax                                    | 2–1                                         | PSV Eindhoven                               |